# Pseudopontonia minuta
Pseudopontonia minuta is een garnalensoort uit de familie van de Palaemonidae. De wetenschappelijke naam van de soort is voor het eerst geldig gepubliceerd in 1907 door Baker.